# Mellomyia inops
Mellomyia inops är en nattsländeart som beskrevs av Georg Ulmer 1926. Mellomyia inops ingår i släktet Mellomyia och familjen kantrörsnattsländor. Inga underarter finns listade i Catalogue of Life.